# FA Cup 1989/90
Der FA Cup 1989/90 war die 109. Austragung des weltweit ältesten Fußballpokalturniers; The Football Association Challenge Cup, oder kurz FA Cup. Der Pokalwettbewerb endete mit dem Wiederholungsspiel des Finales im Wembley-Stadion am 17. Mai 1990. Der Sieger dieser Austragung war Manchester United.

## Kalender
| Runde                              | Datum             |
| ---------------------------------- | ----------------- |
| Vorrunde                           |                   |
| Erste Qualifikationsrunde          |                   |
| Zweite Qualifikationsrunde         |                   |
| Dritte Qualifikationsrunde         |                   |
| Vierte Qualifikationsrunde         |                   |
| Erste Hauptrunde                   | 18. November 1989 |
| Zweite Hauptrunde                  | 9. Dezember 1989  |
| Dritte Hauptrunde                  | 6. Januar 1990    |
| Vierte Hauptrunde                  | 27. Januar 1990   |
| Fünfte Hauptrunde                  | 17. Februar 1990  |
| Sechste Hauptrunde (Viertelfinale) | 10. März 1990     |
| Halbfinale                         | 8. April 1990     |
| Finale                             | 12. Mai 1990      |

## Modus
Kompletter Überblick bei: FA Cup
Der FA Cup wird in Runden ausgespielt. Teilnehmen kann jede Mannschaft, die ein bestimmtes Leistungsniveau hat und ein angemessenes Spielfeld besitzt. Gespielt wird i. d. R. nur mit einem Hinspiel. Bei Unentschieden findet ein Rückspiel statt. Bringt auch dies keine Entscheidung werden weitere Wiederholungsspiele angesetzt; bis ein siegreiches Team ermittelt ist. Jeder Sieger erhält eine Prämie aus den Fernsehgeldern, die nach Runde gestaffelt ist.

## Hauptrunde

### Erste Hauptrunde
Die Spiele wurden am Wochenende des 17. November 1989 ausgetragen. Die Wiederholungsspiele fanden größtenteils am 21. und 22. November statt.
|                        | Ergebnis |                      |
| ---------------------- | -------- | -------------------- |
| FC Blackpool           | 2:1      | Bolton Wanderers     |
| FC Darlington          | 6:2      | AFC Guiseley         |
| FC Dartford            | 1:1      | Exeter City          |
| Bath City              | 2:2      | FC Fulham            |
| Bristol City           | 2:0      | FC Barnet            |
| FC Burnley             | 1:1      | Stockport County     |
| Preston North End      | 1:0      | Tranmere Rovers      |
| Sutton United          | 1:1      | Torquay United       |
| FC Marine              | 0:1      | AFC Rochdale         |
| FC Gillingham          | 0:0      | Welling United       |
| Macclesfield Town      | 1:1      | Chester City         |
| Crewe Alexandra        | 2:0      | Congleton Town       |
| Lincoln City           | 1:0      | Billingham Synthonia |
| Stafford Rangers       | 2:3      | Halifax Town         |
| FC Scarborough         | 0:1      | FC Whitley Bay       |
| Shrewsbury Town        | 2:3      | FC Chesterfield      |
| Doncaster Rovers       | 1:0      | Notts County         |
| FC Bishop Auckland     | 2:0      | Tow Law Town         |
| Kidderminster Harriers | 2:3      | Swansea City         |
| Aylesbury United       | 1:0      | Southend United      |
| FC Brentford           | 0:1      | Colchester United    |
| Bristol Rovers         | 1:1      | FC Reading           |
| Maidstone United       | 2:1      | Yeovil Town          |
| Carlisle United        | 3:0      | FC Wrexham           |
| Scunthorpe United      | 4:1      | Matlock Town         |
| Cardiff City           | 1:0      | Halesowen Town       |
| York City              | 1:2      | Grimsby Town         |
| Kettering Town         | 0:1      | Northampton Town     |
| Rotherham United       | 0:0      | FC Bury              |
| FC Aldershot           | 0:1      | Cambridge United     |
| Gloucester City        | 1:0      | Dorchester Town      |
| Wigan Athletic         | 2:0      | Mansfield Town       |
| Peterborough United    | 1:1      | FC Hayes             |
| Leyton Orient          | 0:1      | Birmingham City      |
| Basingstoke Town       | 3:0      | Bromsgrove Rovers    |
| Slough Town            | 1:2      | FC Woking            |
| Telford United         | 0:3      | FC Walsall           |
| Redditch United        | 1:3      | Merthyr Tydfil FC    |
| Farnborough Town       | 0:1      | Hereford United      |
| Hartlepool United      | 0:2      | Huddersfield Town    |

Wiederholungsspiele
|                  | Ergebnis |                     |
| ---------------- | -------- | ------------------- |
| Exeter City      | 4:1      | FC Dartford         |
| FC Fulham        | 2:1      | Bath City           |
| Stockport County | 1:2      | FC Burnley          |
| Torquay United   | 4:0      | Sutton United       |
| Welling United   | 1:0      | FC Gillingham       |
| Chester City     | 3:2      | Macclesfield Town   |
| FC Reading       | 1:1      | Bristol Rovers      |
| FC Bury          | 1:2      | Rotherham United    |
| FC Hayes         | 0:1      | Peterborough United |

2. Wiederholungsspiel
|                | Ergebnis |            |
| -------------- | -------- | ---------- |
| Bristol Rovers | 0:1      | FC Reading |

### Zweite Hauptrunde
Die Spiele wurden am Wochenende des 9. Dezember 1989 ausgetragen. Die Wiederholungsspiele fanden am 12. bis 23. des Monats statt.
|                   | Ergebnis |                     |
| ----------------- | -------- | ------------------- |
| FC Blackpool      | 3:0      | Chester City        |
| FC Chesterfield   | 0:2      | Huddersfield Town   |
| FC Darlington     | 3:0      | Halifax Town        |
| Bristol City      | 2:1      | FC Fulham           |
| AFC Rochdale      | 3:0      | Lincoln City        |
| FC Reading        | 0:0      | Welling United      |
| FC Walsall        | 1:0      | Rotherham United    |
| Grimsby Town      | 1:0      | Doncaster Rovers    |
| Crewe Alexandra   | 1:1      | FC Bishop Auckland  |
| Maidstone United  | 1:1      | Exeter City         |
| Northampton Town  | 0:0      | Aylesbury United    |
| FC Whitley Bay    | 2:0      | Preston North End   |
| Scunthorpe United | 2:2      | FC Burnley          |
| Cardiff City      | 2:2      | Gloucester City     |
| Hereford United   | 3:2      | Merthyr Tydfil FC   |
| Wigan Athletic    | 2:0      | Carlisle United     |
| Colchester United | 0:2      | Birmingham City     |
| Basingstoke Town  | 2:3      | Torquay United      |
| Cambridge United  | 3:1      | FC Woking           |
| Swansea City      | 3:1      | Peterborough United |

Wiederholungsspiele
|                    | Ergebnis |                   |
| ------------------ | -------- | ----------------- |
| Welling United     | 1:1      | FC Reading        |
| FC Bishop Auckland | 0:2      | Crewe Alexandra   |
| Exeter City        | 3:2      | Maidstone United  |
| Aylesbury United   | 0:1      | Northampton Town  |
| FC Burnley         | 1:1      | Scunthorpe United |
| Gloucester City    | 0:1      | Cardiff City      |

2. Wiederholungsspiele
|            | Ergebnis |                   |
| ---------- | -------- | ----------------- |
| FC Reading | 0:0      | Welling United    |
| FC Burnley | 5:0      | Scunthorpe United |

3. Wiederholungsspiel
|                | Ergebnis |            |
| -------------- | -------- | ---------- |
| Welling United | 1:2      | FC Reading |

### Dritte Hauptrunde
Die Spiele wurden am Wochenende des 6. Januar 1990 absolviert. Nötige Wiederholungsspiele wurden für den 9. bis 17. Januar angesetzt.
|                         | Ergebnis |                     |
| ----------------------- | -------- | ------------------- |
| FC Blackpool            | 1:0      | FC Burnley          |
| Bristol City            | 2:1      | Swindon Town        |
| AFC Rochdale            | 1:0      | FC Whitley Bay      |
| FC Watford              | 2:0      | Wigan Athletic      |
| FC Reading              | 2:1      | AFC Sunderland      |
| Leicester City          | 1:2      | FC Barnsley         |
| Nottingham Forest       | 0:1      | Manchester United   |
| Blackburn Rovers        | 2:2      | Aston Villa         |
| Wolverhampton Wanderers | 1:2      | Sheffield Wednesday |
| FC Middlesbrough        | 0:0      | FC Everton          |
| West Bromwich Albion    | 2:0      | FC Wimbledon        |
| Sheffield United        | 2:0      | AFC Bournemouth     |
| Tottenham Hotspur       | 1:3      | FC Southampton      |
| Manchester City         | 0:0      | FC Millwall         |
| Northampton Town        | 1:0      | Coventry City       |
| Brighton & Hove Albion  | 4:1      | Luton Town          |
| Plymouth Argyle         | 0:1      | Oxford United       |
| Hull City               | 0:1      | Newcastle United    |
| Crystal Palace          | 2:1      | FC Portsmouth       |
| FC Chelsea              | 1:1      | Crewe Alexandra     |
| Exeter City             | 1:1      | Norwich City        |
| Huddersfield Town       | 3:1      | Grimsby Town        |
| Cardiff City            | 0:0      | Queens Park Rangers |
| Port Vale               | 1:1      | Derby County        |
| Charlton Athletic       | 1:1      | Bradford City       |
| Leeds United            | 0:1      | Ipswich Town        |
| Torquay United          | 1:0      | West Ham United     |
| Hereford United         | 2:1      | FC Walsall          |
| Stoke City              | 0:1      | FC Arsenal          |
| Birmingham City         | 1:1      | Oldham Athletic     |
| Cambridge United        | 0:0      | FC Darlington       |
| Swansea City            | 0:0      | FC Liverpool        |

Wiederholungsspiele
|                     | Ergebnis |                   |
| ------------------- | -------- | ----------------- |
| Aston Villa         | 3:1      | Blackburn Rovers  |
| FC Everton          | 1:1      | FC Middlesbrough  |
| FC Millwall         | 1:1      | Manchester City   |
| Crewe Alexandra     | 0:2      | FC Chelsea        |
| Norwich City        | 2:0      | Exeter City       |
| Queens Park Rangers | 2:0      | Cardiff City      |
| Derby County        | 2:3      | Port Vale         |
| Bradford City       | 0:3      | Charlton Athletic |
| Oldham Athletic     | 1:0      | Birmingham City   |
| FC Darlington       | 1:3      | Cambridge United  |
| FC Liverpool        | 8:0      | Swansea City      |

2. Wiederholungsspiele
|             | Ergebnis |                  |
| ----------- | -------- | ---------------- |
| FC Everton  | 1:0      | FC Middlesbrough |
| FC Millwall | 3:1      | Manchester City  |

### Vierte Hauptrunde
Die Spiele fanden am 27. und 28. Januar 1990 statt. Die erforderlichen Wiederholungsspiele wurden am 30. und 31. Januar ausgetragen.
|                      | Ergebnis |                        |
| -------------------- | -------- | ---------------------- |
| FC Blackpool         | 1:0      | Torquay United         |
| Bristol City         | 3:1      | FC Chelsea             |
| AFC Rochdale         | 3:0      | Northampton Town       |
| FC Southampton       | 1:0      | Oxford United          |
| FC Reading           | 3:3      | Newcastle United       |
| Aston Villa          | 6:0      | Port Vale              |
| Sheffield Wednesday  | 1:2      | FC Everton             |
| West Bromwich Albion | 1:0      | Charlton Athletic      |
| Sheffield United     | 1:1      | FC Watford             |
| FC Barnsley          | 2:0      | Ipswich Town           |
| Norwich City         | 0:0      | FC Liverpool           |
| FC Millwall          | 1:1      | Cambridge United       |
| Oldham Athletic      | 2:1      | Brighton & Hove Albion |
| Crystal Palace       | 4:0      | Huddersfield Town      |
| FC Arsenal           | 0:0      | Queens Park Rangers    |
| Hereford United      | 0:1      | Manchester United      |

Wiederholungsspiel
|                     | Ergebnis |                  |
| ------------------- | -------- | ---------------- |
| Newcastle United    | 4:1      | FC Reading       |
| FC Watford          | 1:2      | Sheffield United |
| FC Liverpool        | 3:1      | Norwich City     |
| Cambridge United    | 1:0      | FC Millwall      |
| Queens Park Rangers | 2:0      | FC Arsenal       |

### Fünfte Hauptrunde
Die Begegnungen wurden am Wochenende des 17. Februar 1990 ausgetragen. Die vier Wiederholungsspiele folgten vom 21. Februar bis 10. März.
|                      | Ergebnis |                     |
| -------------------- | -------- | ------------------- |
| FC Blackpool         | 2:2      | Queens Park Rangers |
| Bristol City         | 0:0      | Cambridge United    |
| FC Liverpool         | 3:0      | FC Southampton      |
| West Bromwich Albion | 0:2      | Aston Villa         |
| Sheffield United     | 2:2      | FC Barnsley         |
| Newcastle United     | 2:3      | Manchester United   |
| Oldham Athletic      | 2:2      | FC Everton          |
| Crystal Palace       | 1:0      | AFC Rochdale        |

Wiederholungsspiele
|                     | Ergebnis |                  |
| ------------------- | -------- | ---------------- |
| Queens Park Rangers | 0:0      | FC Blackpool     |
| Cambridge United    | 1:1      | Bristol City     |
| FC Barnsley         | 0:0      | Sheffield United |
| FC Everton          | 1:1      | Oldham Athletic  |

2. Wiederholungsspiele
|                     | Ergebnis |                  |
| ------------------- | -------- | ---------------- |
| Queens Park Rangers | 3:0      | FC Blackpool     |
| Cambridge United    | 5:1      | Bristol City     |
| FC Barnsley         | 0:1      | Sheffield United |
| Oldham Athletic     | 2:1      | FC Everton       |

## Sechste Hauptrunde
Die Spiele fanden vom 10. bis 14. März 1990 statt. Das Wiederholungsspiel fand seine Austragung am 14. März.
|                     | Ergebnis |                   |
| ------------------- | -------- | ----------------- |
| Sheffield United    | 0:1      | Manchester United |
| Queens Park Rangers | 2:2      | FC Liverpool      |
| Oldham Athletic     | 3:0      | Aston Villa       |
| Cambridge United    | 0:1      | Crystal Palace    |

Wiederholungsspiel
|              | Ergebnis |            |
| ------------ | -------- | ---------- |
| FC Liverpool | 1:0      | FC Burnley |

## Halbfinale
Die Spiele wurden am 8. April 1990 ausgetragen. Das Wiederholungsspiel wurde am 11. April angepfiffen. Das erste Halbfinale und das Wiederholungsspiel zwischen Manchester und Oldham wurde in die Maine Road in Manchester vergeben. Die Partie zwischen Crystal Palace und Liverpool fand im Villa Park von Birmingham statt.
|                   | Ergebnis  |                 | Zuschauer |
| ----------------- | --------- | --------------- | --------- |
| Manchester United | 3:3 n. V. | Oldham Athletic | 44.026    |
| Crystal Palace    | 4:3 n. V. | FC Liverpool    | 38.389    |

Wiederholungsspiel
|                 | Ergebnis |                   | Zuschauer |
| --------------- | -------- | ----------------- | --------- |
| Oldham Athletic | 1:2      | Manchester United | 35.005    |

## Finale
| Manchester United                                              | Manchester United | Crystal Palace | Crystal Palace | Aufstellung                                        |
| -------------------------------------------------------------- | --- | --- | -------------- | -------------------------------------------------- |
| Manchester United                                              | \| Samstag, 12. Mai 1990 um 15:00 Uhr in London (Wembley-Stadion) \| \| Ergebnis: 3:3 n. V. (2:2, 1:1) \| \| Zuschauer: 80.000 \| \| Schiedsrichter: Allan Gunn \| \| Spielbericht \|                                                    | \| Samstag, 12. Mai 1990 um 15:00 Uhr in London (Wembley-Stadion) \| \| Ergebnis: 3:3 n. V. (2:2, 1:1) \| \| Zuschauer: 80.000 \| \| Schiedsrichter: Allan Gunn \| \| Spielbericht \|                                  | Crystal Palace | Aufstellung Manchester United gegen Crystal Palace |
| Manchester United                                              | Jim Leighton – Mike Phelan, Steve Bruce, Gary Pallister (93. Mark Robins), Lee Martin (88. Clayton Blackmore) – Neil Webb, Bryan Robson , Paul Ince, Danny Wallace – Mark Hughes, Brian McClair Cheftrainer: Alex Ferguson ( Schottland) | Nigel Martyn – John Pemberton, Richard Shaw, Andy Gray (117. David Madden), Gary O’Reilly – Andy Thorn, Phil Barber (69. Ian Wright), Geoff Thomas , Mark Bright – John Salako, Alan Pardew Cheftrainer: Steve Coppell | Crystal Palace | Aufstellung Manchester United gegen Crystal Palace |
| Manchester United                                              | 1:1 Bryan Robson (35.) 2:1 Mark Hughes (62.) 3:3 Mark Hughes (113.) | 0:1 Gary O’Reilly (18.) 2:2 Ian Wright (72.) 2:3 Ian Wright (92.) | Crystal Palace | Aufstellung Manchester United gegen Crystal Palace |
| Samstag, 12. Mai 1990 um 15:00 Uhr in London (Wembley-Stadion) | | |                |                                                    |
| Ergebnis: 3:3 n. V. (2:2, 1:1)                                 | | |                |                                                    |
| Zuschauer: 80.000                                              | | |                |                                                    |
| Schiedsrichter: Allan Gunn                                     | | |                |                                                    |
| Spielbericht                                                   | | |                |                                                    |

### Wiederholungsspiel
| Manchester United                                    | Manchester United | Crystal Palace | Crystal Palace | Aufstellung                                        |
| ---------------------------------------------------- | --- | --- | -------------- | -------------------------------------------------- |
| Manchester United                                    | \| Donnerstag, 17. Mai 1990 in London (Wembley-Stadion) \| \| Ergebnis: 1:0 (0:0) \| \| Zuschauer: 80.000 \| \| Schiedsrichter: Allan Gunn \| \| Spielbericht \|                             | \| Donnerstag, 17. Mai 1990 in London (Wembley-Stadion) \| \| Ergebnis: 1:0 (0:0) \| \| Zuschauer: 80.000 \| \| Schiedsrichter: Allan Gunn \| \| Spielbericht \|                                                      | Crystal Palace | Aufstellung Manchester United gegen Crystal Palace |
| Manchester United                                    | Les Sealey – Mike Phelan, Steve Bruce, Gary Pallister, Lee Martin – Neil Webb, Bryan Robson , Paul Ince, Danny Wallace – Mark Hughes, Brian McClair Cheftrainer: Alex Ferguson ( Schottland) | Nigel Martyn – John Pemberton, Richard Shaw, Andy Gray, Gary O’Reilly – Andy Thorn, Phil Barber (64. Ian Wright), Geoff Thomas , Mark Bright – John Salako (79. David Madden), Alan Pardew Cheftrainer: Steve Coppell | Crystal Palace | Aufstellung Manchester United gegen Crystal Palace |
| Manchester United                                    | 1:0 Lee Martin (59.) | | Crystal Palace | Aufstellung Manchester United gegen Crystal Palace |
| Donnerstag, 17. Mai 1990 in London (Wembley-Stadion) | | |                |                                                    |
| Ergebnis: 1:0 (0:0)                                  | | |                |                                                    |
| Zuschauer: 80.000                                    | | |                |                                                    |
| Schiedsrichter: Allan Gunn                           | | |                |                                                    |
| Spielbericht                                         | | |                |                                                    |